# Singular: Act II
Singular: Act II — четвёртый студийный альбом американской певицы Сабрины Карпентер, являющийся продолжением её третьего студийного альбома Singular: Act I (2018). Выпущенный в июле 2019 года, альбом стал её последним официальным релизом на лейбле Hollywood Records. Материал, записанный Карпентер с 2017 по 2019 год, первоначально предполагалось выпустить единым альбомом под названием Singular, но в конечном итоге он был разделён на две части из-за различий в содержании текстов. Альбом в основном является поп-релизом с элементами R&B и дэнс-попа, затрагивающим более личные темы, включая тревогу и саморефлексию.
В поддержку альбома было выпущено три сингла, включая «Pushing 20», «Exhale» и «In My Bed», а также один промо-сингл «I'm Fakin». Кроме того, на альбоме присутствует приглашенный американский рэпер Saweetie. Альбом получил в целом положительные отзывы музыкальных критиков и дебютировал на 138-м месте в американском чарте Billboard 200.

## Предыстория и релиз
В июне 2018 года Карпентер сообщила, что её третий студийный альбом Singular завершен и его релиз запланирован на зиму 2018 года. Однако в октябре она объявила в Twitter, что альбом будет разделен на две части, первая из которых, Singular: Act I, выйдет 9 ноября 2018 года. После выхода Act I Карпентер сообщила, что Act II выйдет в начале 2019 года. Говоря о расколе, Карпентер отметила:
Я описываю Act II как Act I с ног на голову, где Act I заставляет вас чувствовать себя комфортно с самим собой, а Act II заставляет вас чувствовать себя немного некомфортно с самим собой, именно так, как нам нужно для роста. Это также более уязвимая сторона уверенности. Есть также уверенность в том, что ты уязвим, и есть также сила в этой более слабой стороне тебя самого, и в том, что ты просто даешь волю своим эмоциям.
Карпентер начала рекламировать Act II в декабре 2018 года, отметив, что она планирует отправиться в турне в поддержку альбома. В мае 2019 года журнал Nylon сообщил, что Карпентер запланировала 26 июля 2019 года в качестве даты выхода Singular: Act II. 4 июня 2019 года Карпентер представила обложку альбома, отправив её своим поклонникам в нескольких городах США с помощью функции AirDrop от Apple. Позже в тот же день Карпентер официально анонсировала альбом в своих социальных сетях и сообщила, что дата его релиза перенесена на 19 июля 2019 года.

## Композиция

### Жанры и темы
Надеюсь, вам понравился ваш краткий антракт […] Во втором акте и заключительной главе шоу я прошу вас внимательно слушать и помнить, что в жизни у каждой истории есть две стороны. Это моя сторона. Я надеюсь, что в каждом номере вы найдете свои собственные истории.

— Примечание Карпентера, взятое из буклета альбома.
Альбом в основном представляет собой поп-, дэнс-поп и R&B-пластинку. Он отличается от первой части более тяжёлым содержанием текстов, в которых Карпентер обсуждает уверенность, тревогу, самоанализ и самопознание. На обложке альбома Карпентер отметила, что она хотела, чтобы Act II был «разбитой, менее прямолинейной версией» акта I. Обложка темная, и Карпентер изображена в тени на пожарной лестнице. Карпентер отметила: «для меня они олицетворяли недостатки и негатив, которые мы впускаем в свою жизнь».

### Музыка и контент
Альбом начинается с «In My Bed», песни с «электро-поцелуями» и синтезатором, которая была названа одной из её «самых эклектичных работ на сегодняшний день». Карпентер отметила, что песня отражает чувство чрезмерного обдумывания и то, каково это — жить, когда тебя переполняет тревога и другие «моменты, когда кажется, что в жизни много дел». Карпентер описала её как «открывающую дверь» в Singular: Act II. За ней следует ведущий сингл альбома — «Pushing 20» — песня, которая была написана Карпентер к её 20-летию в мае 2019 года и получила сравнение с работами Рианны и Алессии Кары. Песня была описана как поп-песня с элементами трэпа и хип-хопа и является «декларацией возвращенного времени». В песне также говорится о том, что нужно быть «старше, мудрее и менее охотно мириться с недостатками других людей».

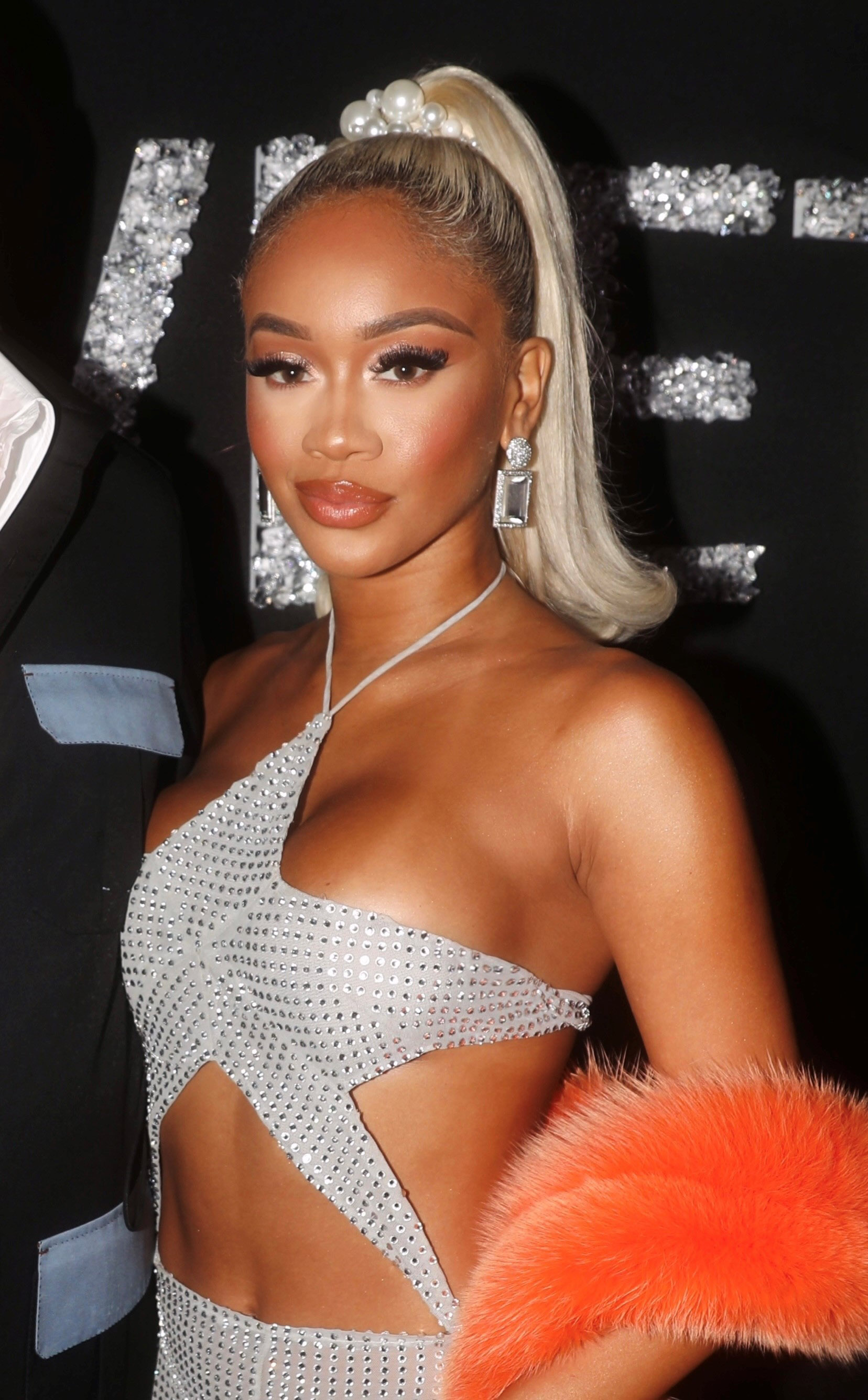
Saweetie написала нашу песню «I Can’t Stop Me».

«I Can’t Stop Me» с участием американской рэп-исполнительницы Saweetie — это песня в стиле трэп, в которой поп-музыка смешивается с хип-хопом. Говоря о песне, Карпентер отметила, что «это похоже на то, чем должен ощущаться Singular». Она назвала песню «экспериментальной», добавив, что «в вокальном и лирическом плане я нахожусь в таком периоде своей жизни, когда нет никаких ограничений или правил». За ней следует «I'm Fakin», в которой есть элементы тропического хауса и поп-музыки, и речь идет о диссонансе в «желании отдалиться, а также помириться» в отношениях. Автор статьи Брендан Уэтмор счёл, что песня продемонстрировала «мелодическое мастерство Карпентер и доводит его до чудовищных пределов».
«Take Off All Your Cool» — это «непринужденная песня», сочетающая в себе элементы поп- и электропопа. Карпентер описала песню как «дерзкую», в то время как автор Affinity Татьяна Браун отметила, что песня рассматривает «неловкость отношений». За этим следует «Tell Em», которая представляет собой синти-поп-песню с элементами R&B. Вокал Карпентер сравнивали с Арианой Гранде, когда она пела о том, что никому не обязана объяснять, что делает. «Exhale», которую Карпентер описывает как свою «самую личную песню на сегодняшний день», представляет собой поп- и R&B-балладу о тревоге, «а не о какой-то чрезмерно обобщённой, слащавой позиции». Татьяна Браун также отметила, что песня призвана «напомнить людям о необходимости отдохнуть от давления и просто дышать».
«Take You Back» — это песня в стиле электропоп и бабблгам-поп, в которой Карпентер жалеет, что тратит время впустую с бывшим бойфрендом. Песня представляет собой метафору раскаяния, в которой Карпентер поёт: «Если ты не делаешь меня счастливым / Тогда для чего ты нужен?» Автор L'Officiel Дилан Келли назвал песню гимном «об осознании того, что на самом деле тебе больше никто не нужен в твоей жизни». Альбом заканчивается композицией «Looking At Me», которая представляет собой веселую, беззаботную, танцевальную поп- и хип-хоп песню под влиянием латиноамериканской танцевальной музыки. В песне говорится о том, как обрести уверенность в себе и быть в центре внимания.

## Критический прием
| Источник | Рейтинг |
| -------- | ------- |
| Affinity | 5       |
| AllMusic | 34      |

После выхода альбом получил в целом положительные отзывы. Эрика Рассел из PopCrush назвала альбом «глянцевой, насыщенной хуками коллекцией танцевальной поп-музыки и R&B», а также сказала, что пластинка демонстрирует «интимные перспективы Карпентер», эмоции и внутренние размышления обо всем — «от любви до взросления». Дилан Келли из L’Officiel отметил, что «каждая песня фокусируется на разных проблемах, с которой вы, вероятно, столкнетесь в какой-то момент своей жизни, с различными ритмами и ударами, которые позволяют различным эмоциям поглощать вас по мере прохождения альбома». Он добавил, что «Карпентер поет от всего сердца, с повышенной зрелостью и честной уязвимостью, что сильно отличает этот сет от её предыдущего».
Брендан Уэтмор из журнала Paper также отметил, что альбом является «кульминацией поп-эпох — богатым многообразием, которое отделяет себя от всего, что современные авторы хитов пытались объединить в последние годы», и что это «действительно великолепная самостоятельная поп-пластинка». В своей рецензии на альбом Кристин Ковальски из YSBNow отметила, что «Act II — удовлетворительное продолжение первой части альбома, наполненное вдохновляющими джемами и эмоциональными моментами, которые поднимают весь опыт прослушивания на новый уровень», добавив, что «хотя мы и не остаёмся в музыкальном клиффхэнгере, ясно, что занавес не опускается с этим захватывающим релизом». Татьяна Браун из Affinity назвала альбом «сплочённой коллекцией» и «возможно, одним из лучших альбомов года».

## Продвижение
Хотя Карпентер официально не гастролировала в рамках второго акта, в марте 2019 года он отправился в сингулярный тур в поддержку первого акта и исполнил «Pushing 20» и «Exhale» до выхода альбома.

### Синглы и музыкальные клипы
«Pushing 20» был выпущен в качестве ведущего сингла альбома 8 марта 2019 года. Песня была выпущена в преддверии 20-летия Карпентера и стала восьмой, исполненной в туре Singular. Лариша Пол из Earmilk прокомментировала песню, сказав: «Сингл показывает, что Карпентер продолжает использовать области продюсирования, ранее неизведанные в её дискографии, с её энергичным, насыщенным басами продюсированием, в значительной степени опирающимся на элементы трэпа под влиянием хип-хопа, сохраняя при этом отчетливое поп-звучание».
«Exhale» была выпущена в качестве второго сингла с альбома 7 мая 2019 года. Карпентер описала эту песню как свою самую личную на сегодняшний день и была исполнена на бис в туре Singular. На песню было снято музыкальное видео режиссёра Маугли Ли, выпущенное в 17 мая 2019.
«In My Bed» была выпущена 7 июня 2019 года в качестве третьего сингла наряду с предварительным заказом сингла Singular: Act II. Впервые она исполнила эту песню в рамках своей летней серии концертов Good Morning America. Музыкальное видео на песню было выпущено на журнале Marie Claire 28 июня 2019 года. Видео было описано как «беспокойное и иногда совершенно одурманивающее», а автор Billboard Рания Анифтос отметила, что «зритель переносится в гипнотический мир».
«I’m Fakin» также был выпущен в качестве промо-сингла 12 июля 2019 года, за неделю до выхода альбома.

## Коммерческие показатели
Singulat Act II дебютировал на 138-м месте в американском чарте Billboard 200, став её самым низким альбомом в чартах на сегодняшний день. Альбом достиг 53-й строчки в Соединенном Королевстве, достиг 55-й строчки во Франции и 13-й строчки в чартах Австралии. Песни с альбома не попали ни в один из основных чартов, за исключением «Exhale», которая достигла 35-го места в New Zealand Hot Singles.

## Треклист
Стандартное издание
| №   | Название                                | Автор(ы)                                                                         | Длительность |
| --- | --------------------------------------- | -------------------------------------------------------------------------------- | ------------ |
| 1.  | «In My Bed»                             | Сабрина Карпентер, Стеф Джонс, Майк Сабат                                        | 3:09         |
| 2.  | «Pushing 20»                            | Карпентер, Уоррен "Оук" Фелдер, Пол Гай Шелтон II                                | 2:46         |
| 3.  | «I Can't Stop Me (с участием Saweetie)» | Карпентер, Брут Маклафлин, Миккель Эриксен, Диамант "Савити" Харпер, Джино Борри | 3:41         |
| 4.  | «I'm Fakin»                             | Карпентер, Кэти Перлман, Джексон Морган, Андрес Торрес, Маурисио Ренгифо         | 2:55         |
| 5.  | «Take Off All Your Cool»                | Фелдер, Карпентер, Джонс, Тревор Браун, Заир Коало                               | 3:03         |
| 6.  | «Tell Em»                               | Карпентер, Бьянка Аттерберри, Сидни Свифт, Дейон Александр Дринкард              | 4:40         |
| 7.  | «Exhale»                                | Йохан Карлссон, Росс Голан, Карпентер                                            | 2:44         |
| 8.  | «Take You Back»                         | Джонас Джеберг, Маклафлин, Хлоя Ангелидес, Карпентер                             | 2:48         |
| 9.  | «Looking at Me»                         | Карлссон, Джеймс Алан Галеб, Карпентер                                           | 3:00         |
| 10. | «Sue Me (а-капелла)»                    | Карпентер, Уоррен "Оук" Фелдер, Джонс, Тревор Браун, Уильям Заир Симмонс         | 3:23         |
| 11. | «Alien (акустический; с Джонасом Блу)»  | Карпентер, Джейни Беннетт, Джонас Блу                                            | 3:24         |